# Lodygin (Mondkrater)

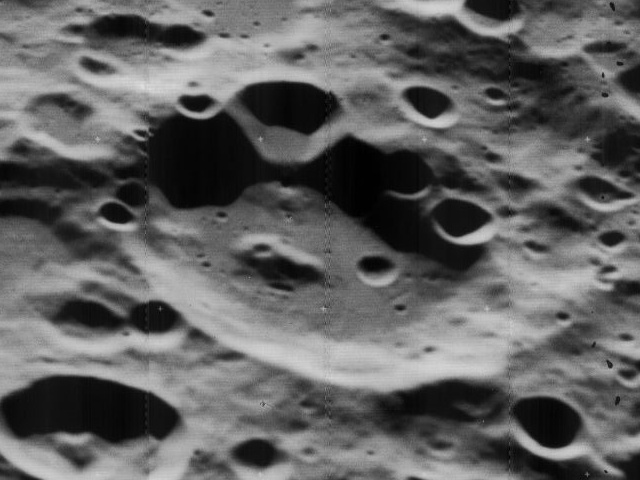
Schrägansicht des Lodygin-Kraters, Richtung Westen gerichtet (1967)

Lodygin ist ein Einschlagkrater auf der Mondrückseite.
Der Lodygin-Krater liegt südöstlich des Galois-Kraters. Aufgrund seiner Lage kann er von der Erde aus nicht direkt beobachtet werden.
| Buchstabe | Position               | Durchmesser            | Link                   |
| --------- | ---------------------- | ---------------------- | ---------------------- |
| C         | 16,03° S, 145,03° W    | 28 km                  |                        |
| F         | 17,75° S, 143,47° W    | 47 km                  |                        |
| G         | Umbenannt in Sternfeld | Umbenannt in Sternfeld | Umbenannt in Sternfeld |
| J         | 18,63° S, 145,47° W    | 25 km                  |                        |
| L         | 22,68° S, 145,77° W    | 22 km                  |                        |
| M         | 19,33° S, 146,64° W    | 15 km                  |                        |
| R         | 18,4° S, 149,63° W     | 32 km                  |                        |